# 東アーザルバーイジャーン州ヘリコプター墜落事故
東アーザルバーイジャーン州ヘリコプター墜落事故（ひがしアーザルバーイジャーンしゅうヘリコプターついらくじこ）は、イラン・イスラム共和国において2024年5月19日（イラン標準時）、エブラーヒーム・ライースィー大統領ら政府首脳などを乗せたベル 212ヘリコプターが東アーザルバーイジャーン州ヴァルザガーンに墜落した航空事故である。この事故でライースィー大統領のほかホセイン・アミールアブドッラーヒヤーン外務大臣を含む搭乗者全員が死亡した。

## 背景

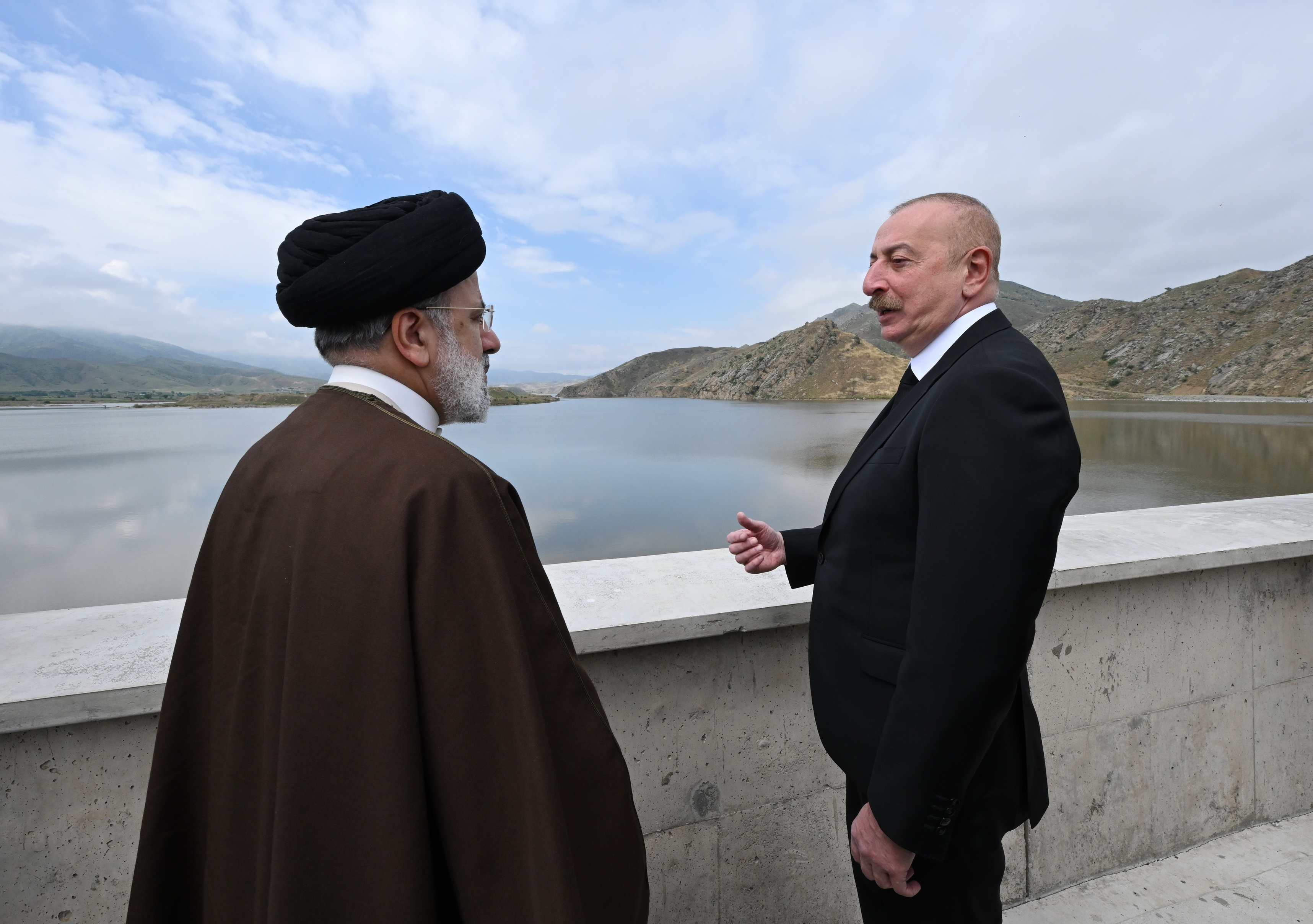
事故当日にアゼルバイジャン＝イラン国境に立つライースィー大統領（左）とアリエフ大統領（右）

2024年5月19日、イランのライースィー大統領は、隣国アゼルバイジャンのイルハム・アリエフ大統領とともに乙女の塔ダムの落成式を行うためにアゼルバイジャンを訪問した。このダムはアラス川でのイランとアゼルバイジャンの3番目の共同プロジェクトであり、1977年10月に当時のソビエト連邦とイランの間の合意に基づいて開発されたが、1990年代初頭に始まった建設はナゴルノ・カラバフ共和国の占領によりアゼルバイジャン側が中断し、イランのみが建設を進めた。事故の前日、イラン気象局は事故が発生した地域にオレンジの気象警報を発令していた。

## 事故
落成式の後、ライースィー大統領、アミールアブドッラーヒヤーン外務大臣、東アーザルバーイジャーン州のマーレク・ラフマティー知事および同州におけるイランの最高指導者代理人であるモハンマド・アリー・アーレハーシェムを乗せたヘリコプターは護衛の2機のヘリコプターとともに州都タブリーズに向けて出発した。イラン時間（UTC+3:30）13時30分頃、一部の乗客が緊急通報を行った直後にライースィーらを乗せたヘリコプターが墜落した。アフマド・ヴァヒーディー内務大臣は事故機にはライースィー大統領とアミールアブドッラーヒヤーン外務大臣が搭乗していたことを発表している。他の2機のヘリコプターで移動していたアリー・アクバル・メフラビヤーンエネルギー大臣とメフルダード・バズルパーシュ住宅運輸大臣は無事に目的地に到着した。
報道によると、ヘリコプターはジョルファー近郊かウージー村の東に墜落したという。ヘリコプターの正確な位置と状態は明らかにされていない。イスラーム共和国通信によると、地元住民の証言に基づき、ヘリコプターはウージーとピル・ダブードの間に位置するディズマール森林地帯に墜落した。東アーザルバーイジャーン州北部ヴァルザガーン地域の住民は、事故現場付近から発生した音を聞いたと報告した。
イランのメディアは21時46分までにヘリコプターの位置が特定されたと報道した。赤新月社はこの報道を否定した。英国メディアのエコノミストはヘリコプターが半日近く行方不明であり、事故現場が遠隔地であり夜間の気温が一桁台前半だったことに注目して「イランの大統領がホセイン・アミールアブドッラーヒヤーン外務大臣と共に死亡した可能性が高まっているようだ」と報じた。
5月20日、イラン政府は大統領を含む搭乗者全員の死亡を発表した。

## 救助活動
この事故はイランメディアによってハードランディングと説明された。イラン・イスラム共和国軍参謀総長のモハンマド・バーゲリー少将は全部隊に対して救助活動に全力を注ぐように命じた。濃霧がヴァルザガーンでの捜索救難活動に影響を与えた。ガーディアンによると、捜索救難隊は20時までに事故現場に到着する予定だという。20時39分までにイラン軍は事故現場付近にいた。イラン赤新月社は40の救助隊をドローンとともに派遣した。英紙『ガーディアン』によると、当局が乗客と乗員と接触したという。
トルコの大統領府防災危機管理庁長官によると、イランはトルコに暗視捜索救難ヘリコプターを要請した。トルコはまた32人の救助隊員と6台の車両の派遣を約束した。
イラン政府は閣議を中止した。高官と国家安全保障最高評議会の委員がタブリーズを訪れた。
匿名のイラン当局者はロイターに対して救助隊の事故現場到達が難航していると述べた。同氏はライースィーとアミールアブドッラーヒヤーンの生命が「ヘリコプターの事故によって危機に晒されている」と述べ、「私たちはまだ希望を持っているが、事故現場から得られる情報は非常に憂慮すべきである」と述べた。

## 反応

### イラン国内
最高指導者のアリー・ハーメネイーはイスラム革命防衛隊員の家族の前で演説し、「イラン国民が心配しなければ、国政に混乱は生じない」と述べ、同時に国民にライースィーらの無事を祈るよう呼びかけた。ライースィーへの祈りは国中の都市で行われた。イラン・イスラム共和国放送はその様子を放映し、ファールス通信も祈りを奨励した。
イランにはイスラム革命体制を抑圧的として反対する国民もおり、人々が祝福の花火を打ち上げる動画がソーシャルメディアで拡散し始めた。

### 国際社会
欧州連合（EU）のヤネス・レナルチッチ危機管理担当欧州委員は、EUがイランの要請に応じてコペルニクス緊急事態管理サービスを起動すると発表した。アルメニア、アゼルバイジャン、イラク、トルコ、ロシアが捜索支援を申し出た。
インドのナレンドラ・モディ首相、パキスタンのシャバーズ・シャリフ首相、トルコのレジェップ・タイイップ・エルドアン大統領、そしてアフガニスタン、クウェート、ロシア、サウジアラビア、カタールの外務省から乗客たちの無事を祈る言葉と支援の申し出があった。
イランと対立する国々は、自国による暗殺や破壊工作であることを否定している。アメリカ合衆国国防長官のロイド・オースティンは5月20日に事故原因について「何の知見も持っていない」と記者団に語り、匿名のイスラエル政府高官も同日、関与を否定した。